# Elido Fazi
Elido Fazi (Acquasanta Terme, 6 gennaio 1952) è un economista, editore e scrittore italiano.

## Biografia
Nel 1975 consegue la laurea in Economia presso l’Università La Sapienza di Roma con la votazione di 110 e lode. In seguito continua gli studi presso l’Università di Manchester, dove consegue il Master of Arts in Economics nel 1977 con una tesi sulla teoria neo-keynesiana sulla ridistribuzione del reddito. Estratti della tesi, scritta in collaborazione con il professore Neri Salvadori, sono stati pubblicati sulla rivista Kiklos e sul Cambridge Journal of Economics. I due articoli sono poi stati raccolti nel volume “Post Keynesian Theory of Growth and Distribution”, Londra 1993. 
Dal 1977 al 1979 lavora presso la sede centrale della Ford of Europe a Londra. Nel 1979, inizia a lavorare come giornalista economico presso la società americana di informazioni economiche e finanziarie Business International, acquisita nel 1986 dall’Economist di Londra. Pubblica e supervisiona tutti i rapporti sull’Italia, Country Forecasting, Financing Foreign Operatione, Investing, Licencing and Trade, oltre a fare da corrispondente per tutte le pubblicazioni settimanali del gruppo (Business Europe, Business International, Business Money Report). 
Nel 1987 diventa Vice Presidente for Southern Europe dell’Economist Intelligence Unit. 
Nel 1993 lascia il Gruppo The Economist e fonda una nuova società che ha il diritto di usare per l’Italia il marchio The Economist e che organizza per anni la Tavola Rotonda con il Governo Italiano. Nel 2009 cede il 100% della proprietà alla Fiera di Milano SPA. 
Nel 1994 fonda la casa editrice Fazi Editore che cresce rapidamente diventando negli anni una delle più importanti case editrici indipendenti italiane, soprattutto dopo i successi di Melissa P. (un milione di copie vendute, tradotto in 42 paesi) e della saga di Twilight, che vende 4 milioni di copie. Tra gli autori della casa editrice figurano John Fante, Gore Vidal, il Premio Pulitzer Elizabeth Strout (Premio Bancarella 2010), Hilary Mantel, vincitrice per due volte del Booker Prize, Cesarina Vighy (Premio Campiello opera prima 2009, finalista al Premio Strega), John Williams, autore del caso letterario Stoner, Elizabeth Jane Howard, autrice della Saga dei Cazalet, Paul Beatty, vincitore nel 2016 del Man Booker Prize. Insieme a Vito Mancuso ha diretto la collana di libera ricerca spirituale Campo dei fiori. Nel 2010 ha ceduto il 35% della società al gruppo milanese Mauri Spagnol (Gems). La stessa quota è stata riacquista a maggio 2013 e la Fazi Editore è tornata a essere casa editrice indipendente.
Fondatore e direttore del blog One Euro - the italian economist.

## Opere
- L'amore della luna, Roma, Fazi, 2005 e, in tascabile, 2008.
- (con Paolo C. Conti), Euroil. La borsa iraniana del petrolio e il declino dell'impero americano, Roma, Fazi, 2007.
- Bright Star. La vita autentica di John Keats, Roma, Fazi, 2010.
- La terza guerra mondiale? La verità sulle banche, Monti e l'Euro, Roma, Fazi, 2012.
- La terza guerra mondiale? libro secondo - Chi comanda, Obama o Wall Street?, Roma, Fazi, 2012.
- Breve storia del futuro degli Stati Uniti d'Europa, Elido Fazi - Gianni Pittella, Roma, Fazi, 2013.
- Mefistofele. Come uscire dalla crisi economica con le ricette del diavolo., Utet, 2014
- La bellezza di esistere, Fazi, 2016
- Potenza e bellezza. Cronache da Roma e da Parigi 1796 -1819, Fazi, 2021.

## Traduzioni
- John Keats, La caduta di Iperione, Roma, Fazi, 1995.